# 기획원 사건
기획원 사건(일본어: 企画院事件 키카쿠인지켄[*])은 1939년에서 1941년 사이 기획원 직원・조사관 및 관계자들이 좌익 활동 혐의로 치안유지법 위반으로 검거, 기소된 사건이다. 기획원 사건은 1939년 시작된 "판임관 그룹 사건"과 1940년 시작된 "고등관 그룹 사건"의 복합체다.
1938년 10월, 게이힌 공업지대에서 사회과학 연구회를 갖던 노동자들이 일제검거당하는 사건이 발생했다(게이힌 그룹 사건). 당시 노동자들의 연구회 강사는 기획원 판임관 시바 히로시(전후 일본공산당 도쿄도당 위원장 역임)로 밝혀져 체포되었다. 시바의 자백을 바탕으로 기획원 내 젊은 판임관들의 연구회(이것 자체는 기획원 내부에서 허용된 소규모 스터디그룹이었다)의 존재가 경찰에 인식된다. 이것이 소위 "관청인민전선"활동으로 처리되어 1939년 11월부터 이듬해 1940년까지 오카쿠라 코지로, 타마키 하지메 등 4명이 검거되었다. 이것을 "판임관 그룹 사건"이라고 한다.
이후 1940년 10월, 기획원이 발표한 『경제신체제확립요강』을 재계에서 적화사상의 산물로 공격함으로써 그 요강의 초안작성에 참여한 이나바 히데조, 마사키 치후유, 사타 타다타카, 와다 히로오, 카츠마타 세이이치, 와다 코사쿠 등 17인이 검거되었다. 이것을 "고등관 그룹 사건"이라고 한다.
판임관 그룹은 시바 혼자 1940년 실형이 선고되었고 나머지는 집행유예 판결이 내려졌다. 고등관 그룹은 3년간 구금된 후 보석, 패전 후인 1945년 9월 사타를 제외한 전원에게 무죄판결이 내려졌다. 한편 고등관 그룹의 카와사키 미사부로가 만주철도조사부 직원이기도 했기 때문에 이 공안정국이 만철조사부에까지 파급되었다(만철조사부 사건).
피검된 사람들 중 다수(특히 고등관 그룹)는 한때 좌익운동에 참여했던 전향자들이었으며, 고노에 후미마로의 싱크탱크인 쇼와 연구회 소속과 큰 교집합이 있었다. 그들의 국가주도 통제경제정책 제언은 육군성 군무기관의 지지를 얻었으며, 반대파들은 이러한 움직임을 "국체와 상반되는 것"이라며 격렬하게 배격했다.

## 참고 자료
- 奥平康弘　『治安維持法小史』　岩波書店〈岩波現代文庫〉、2006年。ISBN 4006001614。